# Varzaneh (ort i Qom)
Varzaneh (persiska: ورزنه) är en ort i Iran.   Den ligger i provinsen Qom, i den centrala delen av landet, 160 km sydväst om huvudstaden Teheran. Varzaneh ligger 1 566 meter över havet och antalet invånare är 158.
Terrängen runt Varzaneh är kuperad västerut, men österut är den platt. Runt Varzaneh är det ganska tätbefolkat, med 100 invånare per kvadratkilometer. Närmaste större samhälle är Dastjerd, 6,3 km väster om Varzaneh. Trakten runt Varzaneh består i huvudsak av gräsmarker.